# Kamari Lassiter
Kamari Quincey Lassiter (Savannah, 23 gennaio 2003) è un giocatore di football americano statunitense che milita nel ruolo di cornerback per gli Houston Texans della National Football League (NFL).

## Carriera universitaria
Nella sua prima stagione a Georgia nel 2021, Lassiter dispute tutte le 15 partite, mettendo a segno 11 tackle e un intercetto. Dopo l’addio di  Derion Kendrick, era previsto che i suoi minuti in campo aumentassero prima dell’inizio della stagione 2022. Nella prima partita stagionale contro Oregon, Lassiter dispute la prima gara come titolare, facendo registrare 3 placcaggi. Contro Tennessee mise a segno un nuovo primato personale di 5 placcaggi, con un passaggio deviato. Chiuse l’annata con 38 tackle, di cui tre nella vittoria per 65–7 contro TCU nella finale di campionato. Nel 2023 fu inserito nella seconda formazione ideale della Southeastern Conference.

## Carriera professionistica

### Houston Texans
Lassiter fu scelto nel corso del secondo giro (42º assoluto) del Draft NFL 2024 dagli Houston Texans. Debuttò come professionista partendo come titolare nella gara del primo turno contro gli Indianapolis Colts, mettendo a segno 2 placcaggi e un passaggio deviato. La settimana successiva fece registrare il suo primo intercetto sulla prima scelta assoluta del Draft 2024 Caleb Williams nella vittoria sui Chicago Bears. La sua stagione da rookie si chiuse con 58 tackle, 3 intercetti e 10 passaggi deviati in 14 presenze, tutte come titolare.